# James Guthrie (Maler)

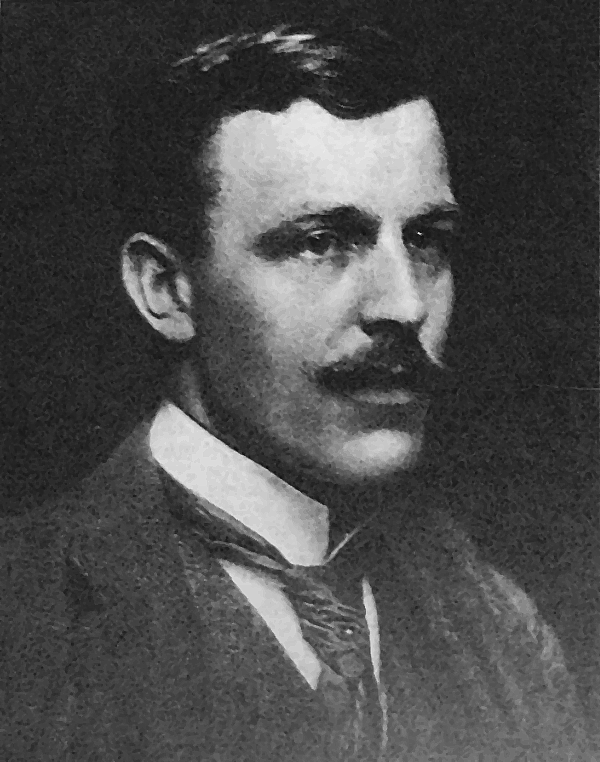
James Guthrie um 1885

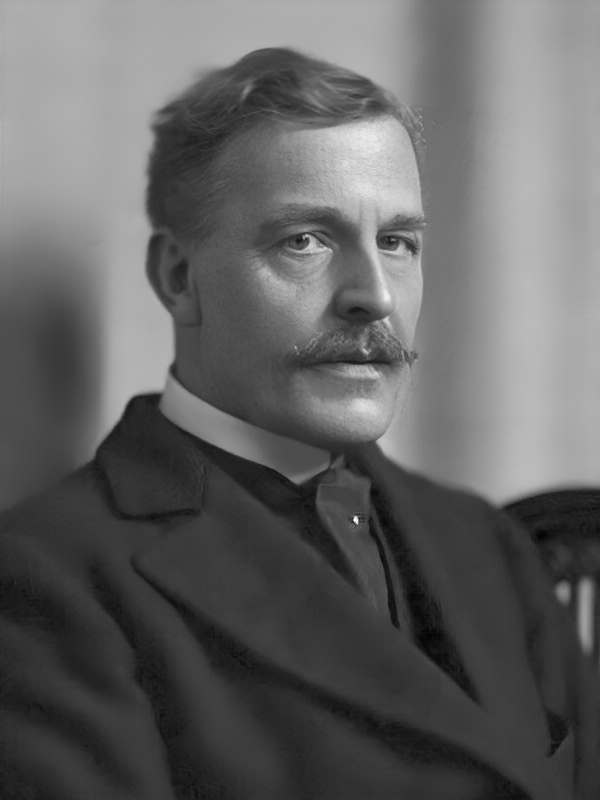
James Guthrie um 1905

Sir James Guthrie (* 10. Juni 1859 in Greenock, Inverclyde; † 6. September 1930 in Rhy, Dunbartonshire) war ein schottischer Maler des Spätimpressionismus und bedeutender Vertreter der Glasgow Boys, einer Künstlergruppe aus dem 19. und frühen 20. Jahrhundert.

## Leben und Werk
James Guthrie, geboren 1859 in Greenock in der Grafschaft Inverclyde als Sohn eines schottischen Geistlichen, hatte sich zunächst an der Universität von Glasgow eingeschrieben, um Rechtswissenschaften zu studieren, gab das Studium aber 1877 auf, damit er sich ganz der Malerei widmen konnte. Er ließ sich zunächst in Glasgow von James Drummond unterrichten. 1878 ging er nach London, wo er von John Pettie in der Historienmalerei und Genremalerei unterwiesen wurde. Nach Beendigung seiner Ausbildung beantragte er zusammen mit Edward Arthur Walton die Aufnahme in den Glasgow Art Club, wurde aber schroff abgewiesen. Die Gesuche der Malerkollegen William York MacGregor und James Paterson wurden ebenfalls abgelehnt. 
Guthrie verließ daraufhin Glasgow und ging mit Walton nach Paris. Dort beschäftigten sie sich gemeinsam mit Joseph Crawhall intensiv mit den französischen Realisten, vor allem mit den Werken von Jules Bastien-Lepage und eigneten sich größtenteils im Selbstunterricht entsprechende Maltechniken an. Zurück in Glasgow trat Guthrie in Kontakt mit den Glasgow Boys, zu deren führender Figur William York MacGregor geworden war. Guthrie nahm aber ebenso wenig wie Arthur Melville an den regelmäßigen Treffen der Gruppe in MacGregors Atelier teil, sondern tauschte sich auf den sommerlichen Malexkursionen intensiv mit den Künstlerkollegen aus. Er lebte die meiste Zeit auf dem Land in Cockburnspath in der Grafschaft Berwickshire, wo er auch die bekannten Gemälde A Hind's Daughter und Schoolmates schuf.
1888 wurde Guthrie zum assoziierten Mitglied der Royal Scottish Academy und 1892 zum Vollmitglied gewählt. 1893 erhielt er auf der Großen Berliner Kunstausstellung eine kleine Goldmedaille. In diesen Jahren entwickelte sich Guthrie zur führenden Figur der Glasgow Boys, nachdem sich MacGregor aufgrund gesundheitlicher Beschwerden zurückgezogen hatte. 1902 wurde Guthrie Präsident der Royal Scottish Academy und im darauf folgenden Jahr zum Knight Bachelor geadelt, so dass er sich von nun an „Sir“ nennen durfte. 1920 zeichnete ihn Albert I., König der Belgier mit dem Kronenorden aus. Guthrie, der im Lauf seines Lebens zu einem herausragenden Porträtmaler geworden war, schuf in dieser Zeit einige bedeutende Porträts, darunter von Persönlichkeiten wie Arthur James Balfour, David Lloyd George und Andrew Bonar Law. Diese Bilder dienten als Studien für sein großformatiges Gemälde Statesmen of World War I, an dem er bis zu seinem Tod gearbeitet hatte. Guthrie starb 1930 in Rhu in der Grafschaft Dunbartonshire.

## Galerie

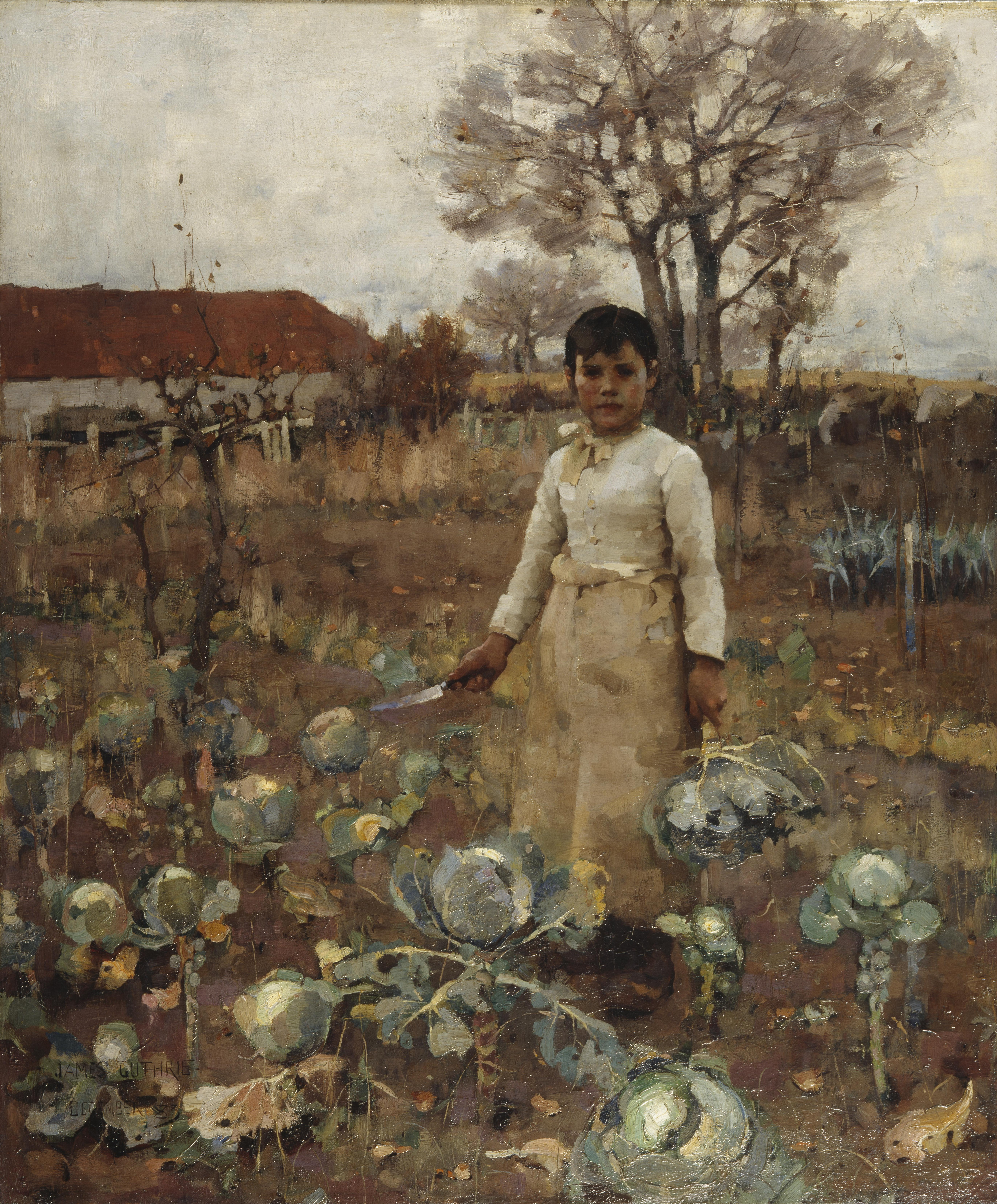
A Hind's Daughter (1883)
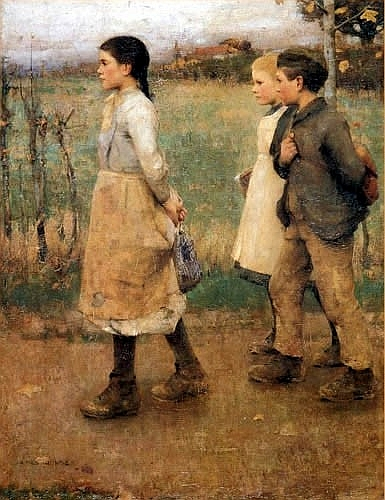
Schoolmates (1884)
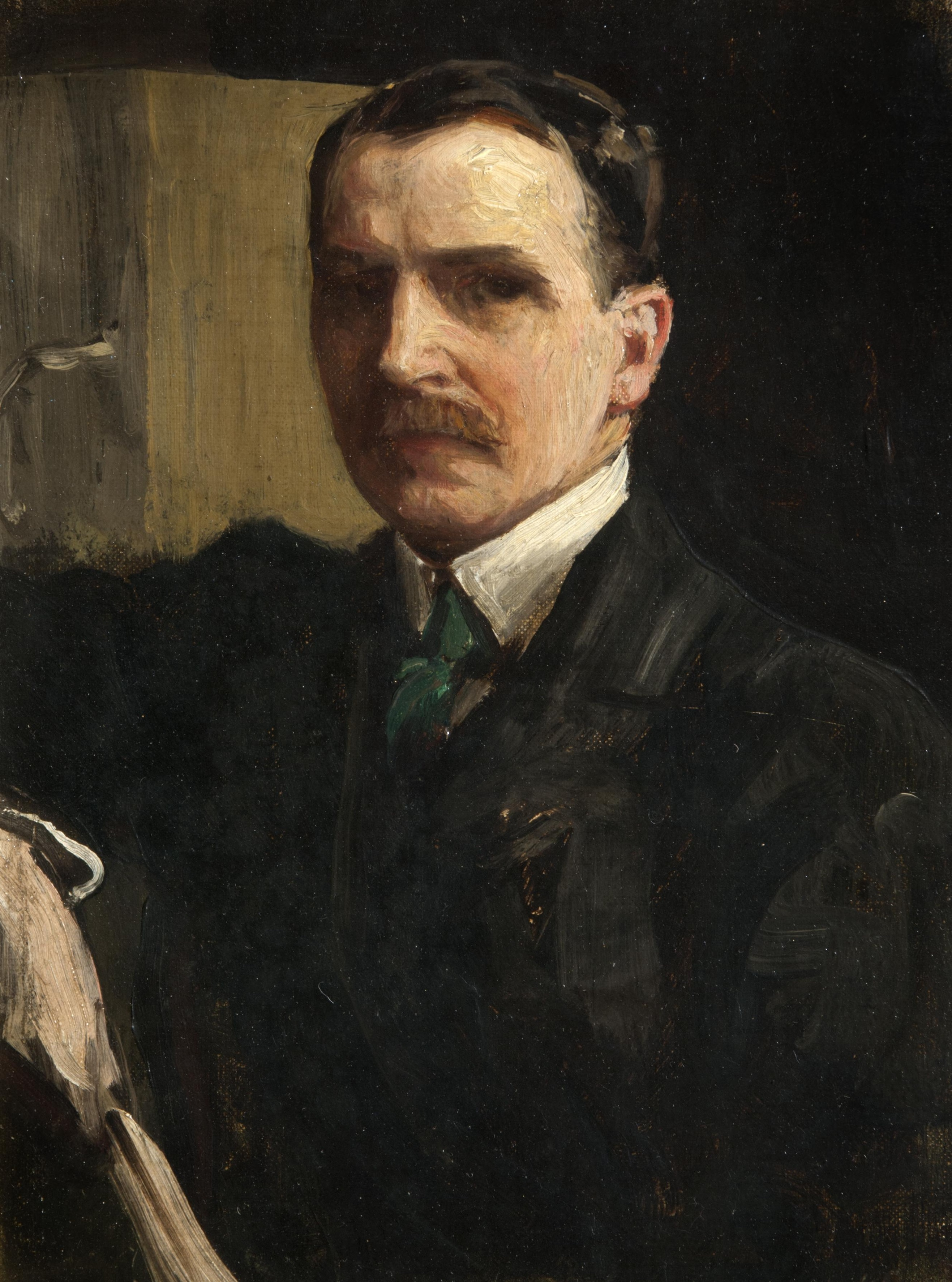
Selbstporträt (1905)
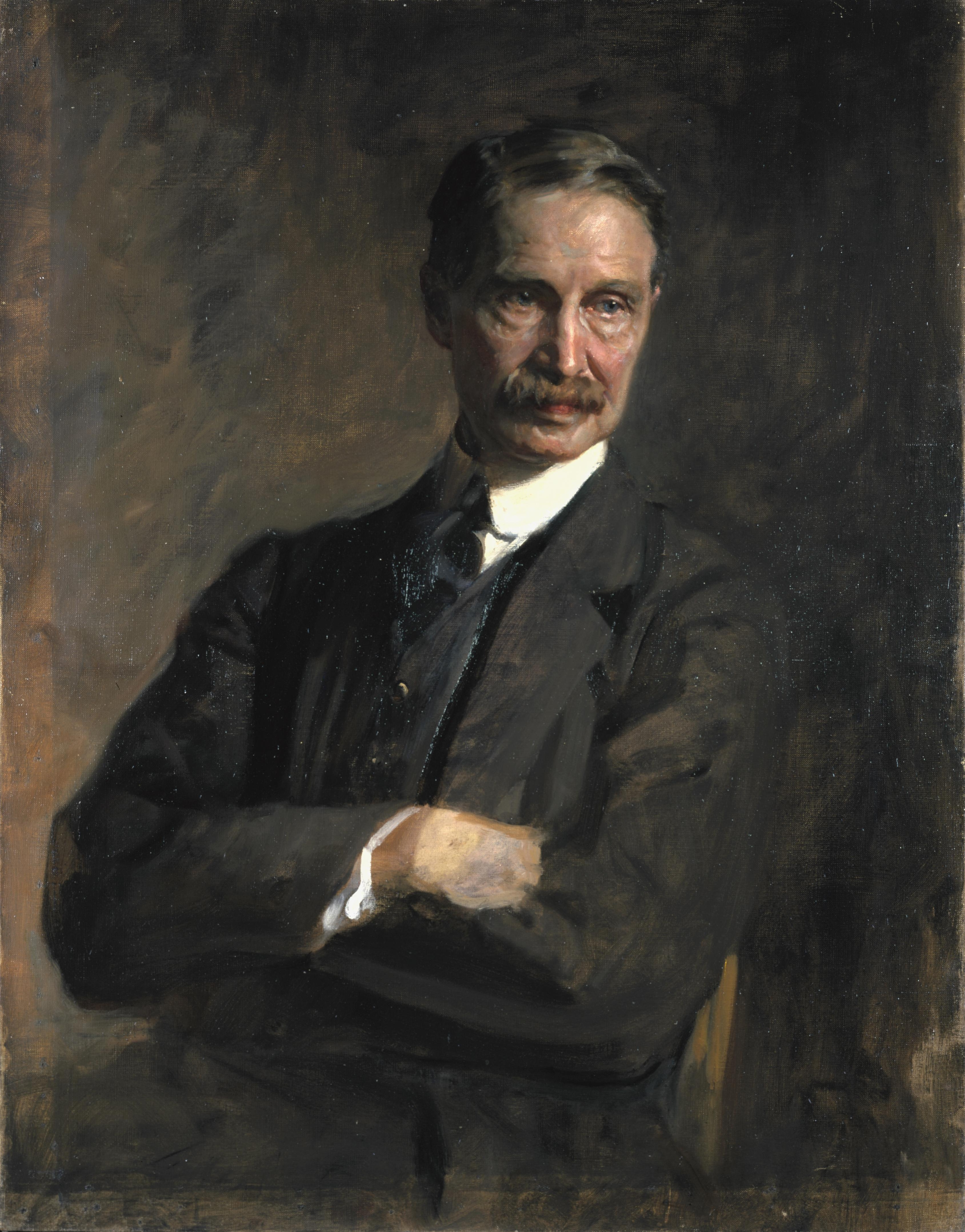
Andrew Bonar Law (1924)
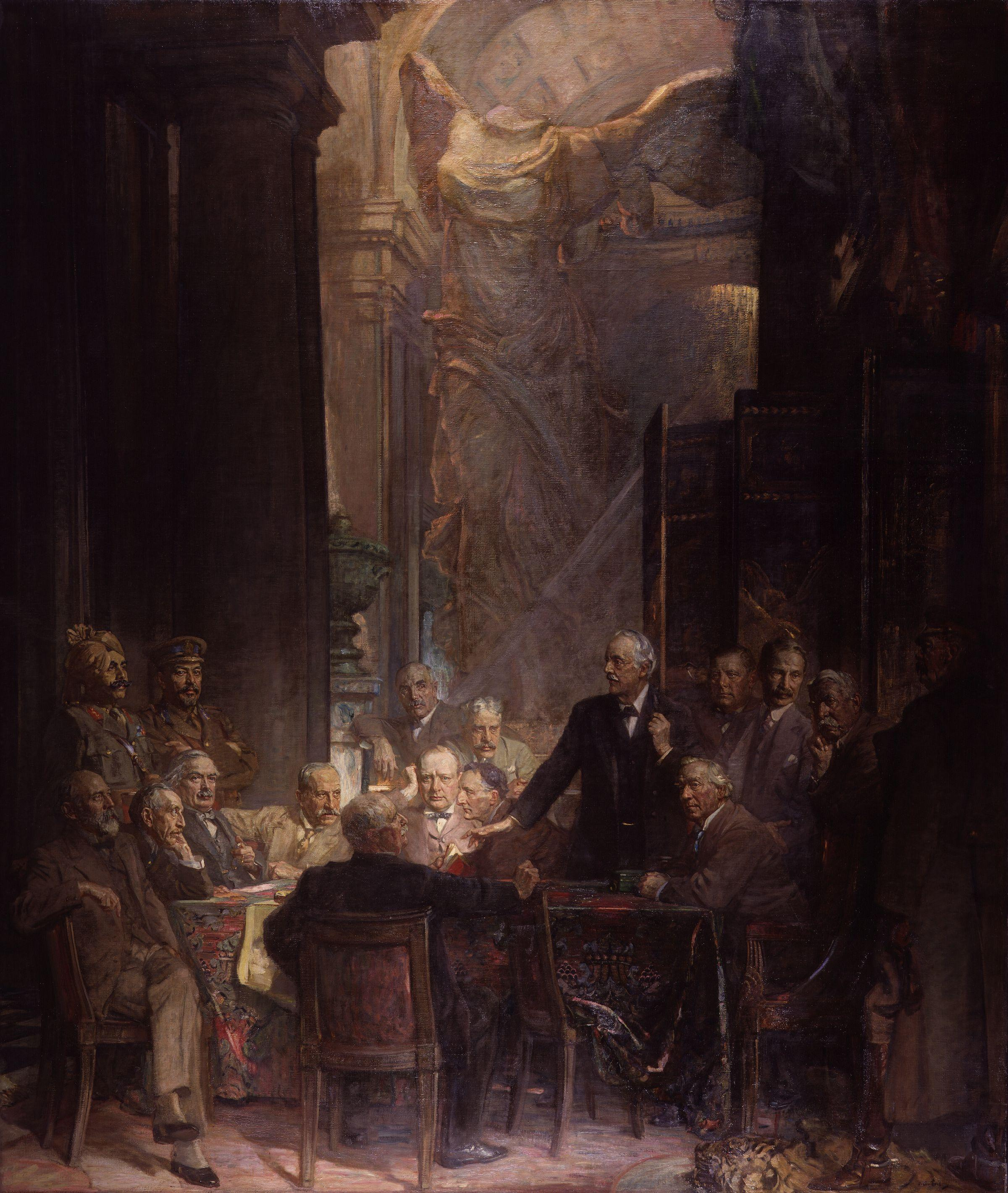
Statesmen of World War I (1930)